# Cornus officinalis
Cornus officinalis (дерен японський) — вид квіткових рослин з родини деренових (Cornaceae).

## Біоморфологічна характеристика
Це дерево чи кущ 6–10 метрів заввишки. Кора сірувато-коричнева. Листкова пластинка яйцювато-ланцетна чи яйцювато-еліптична, 8–11 × 4–4.5 см, абаксіально (низ) світло-зелена й розріджено запушена з короткими притиснутими трихомами, пазухи бічних жилок з щільними світло-коричневими довгими м'якими трихомами. Зонтикоподібні суцвіття верхівкові. Частки чашечки широко трикутні. Пелюстки відігнуті, язичково-ланцетні, 2.5–3.3 × 1–1.3 мм. Плід червоний чи багряно-червоний, вузько-еліпсоїдний, 12–18 × 5–7 мм у діаметрі. Цвітіння: березень — квітень; плодіння: вересень — жовтень.

## Поширення
Росте в Азії: пн.-сх. Китай; вирощується в Кореї та Японії. Населяє ліси, узлісся, гірські схили; 400–1500(2100) метрів.

## Використання
Рослина є важливим рослинним лікарським засобом у Китаї, де рослина часто культивується. Плід також їстівний і продається на місцевих ринках. Рослина іноді вирощується як декоративна, особливо цінується за раннє цвітіння, яке може початися в кінці зими.

## Галерея

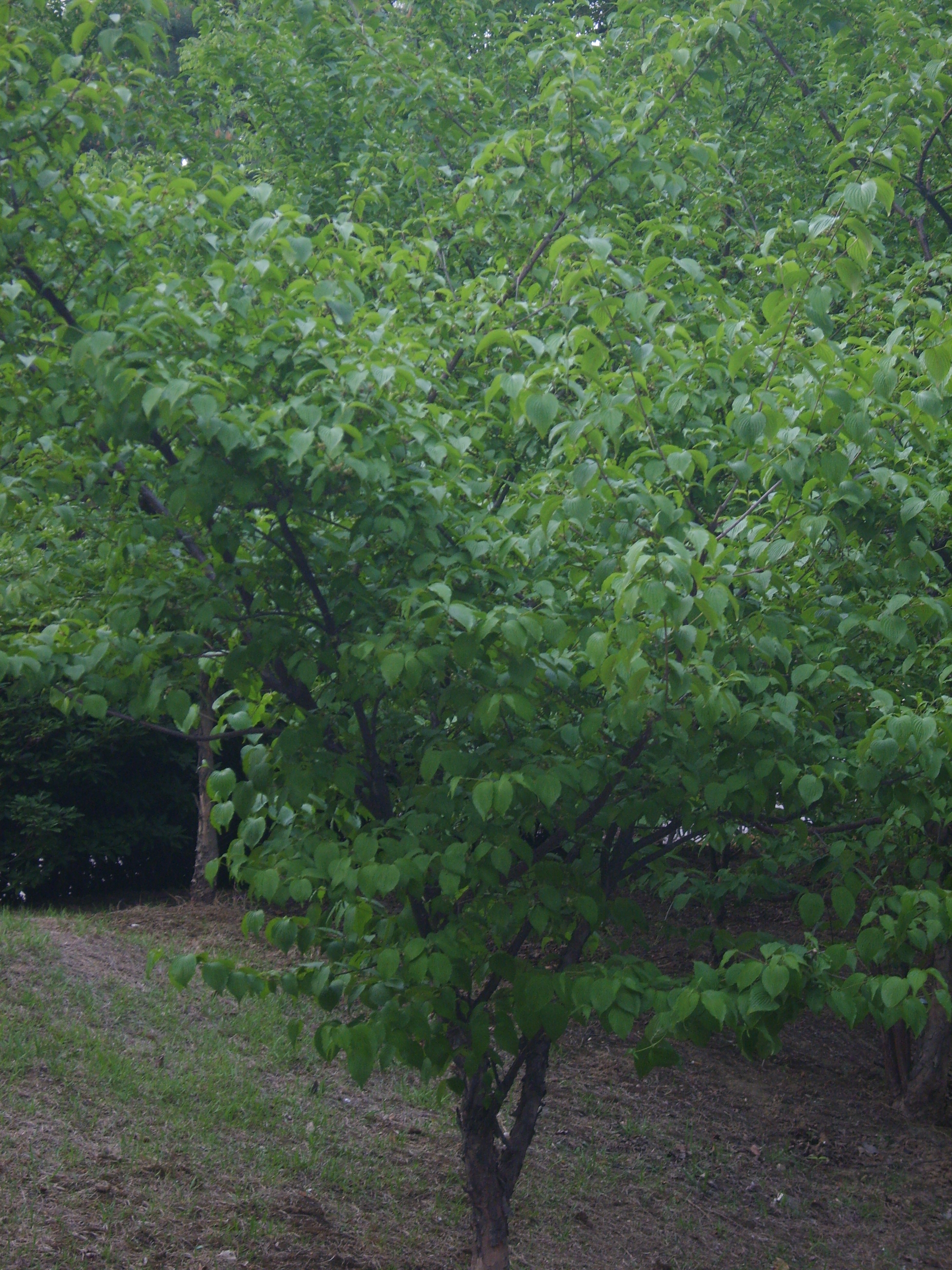
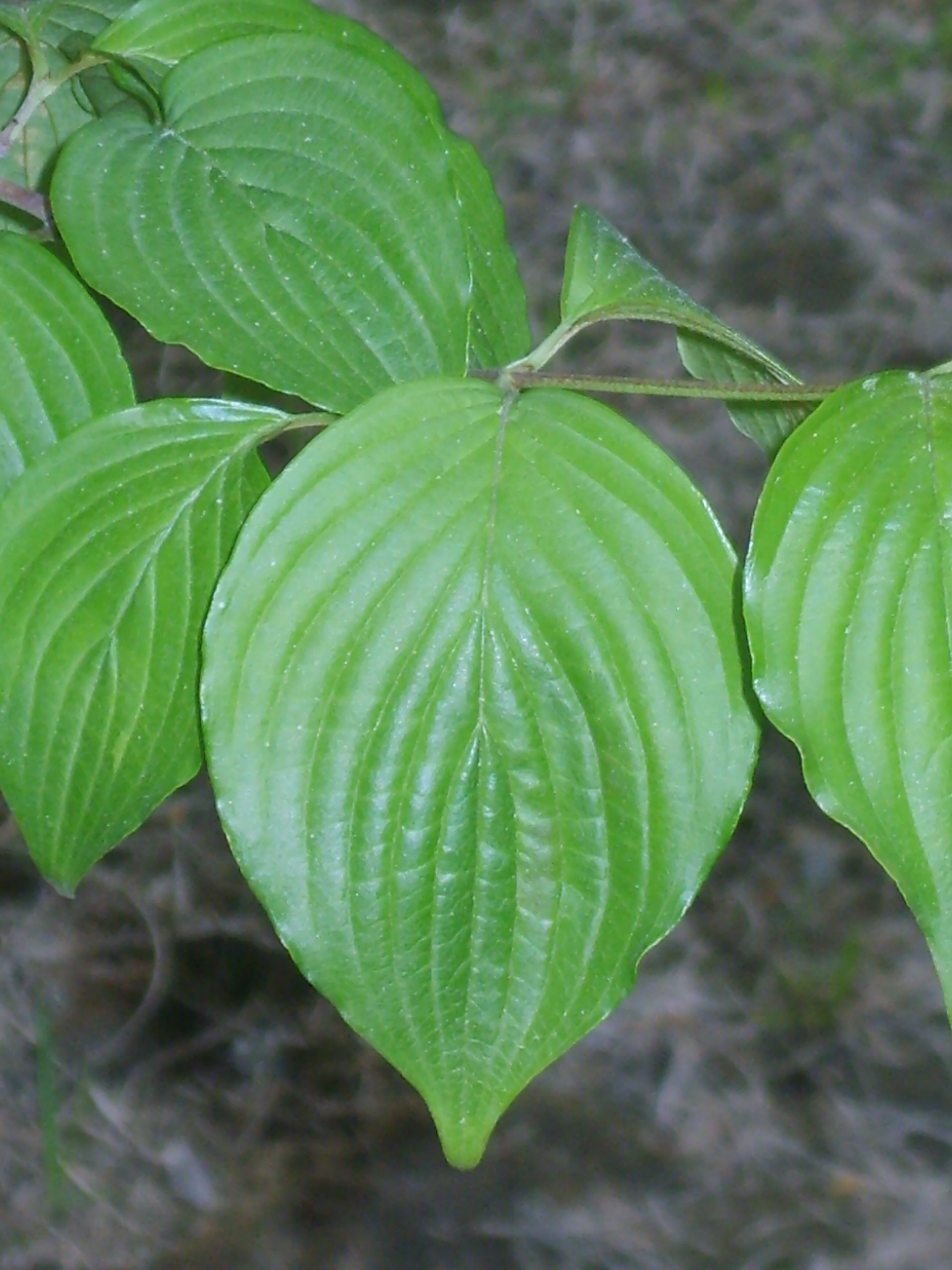
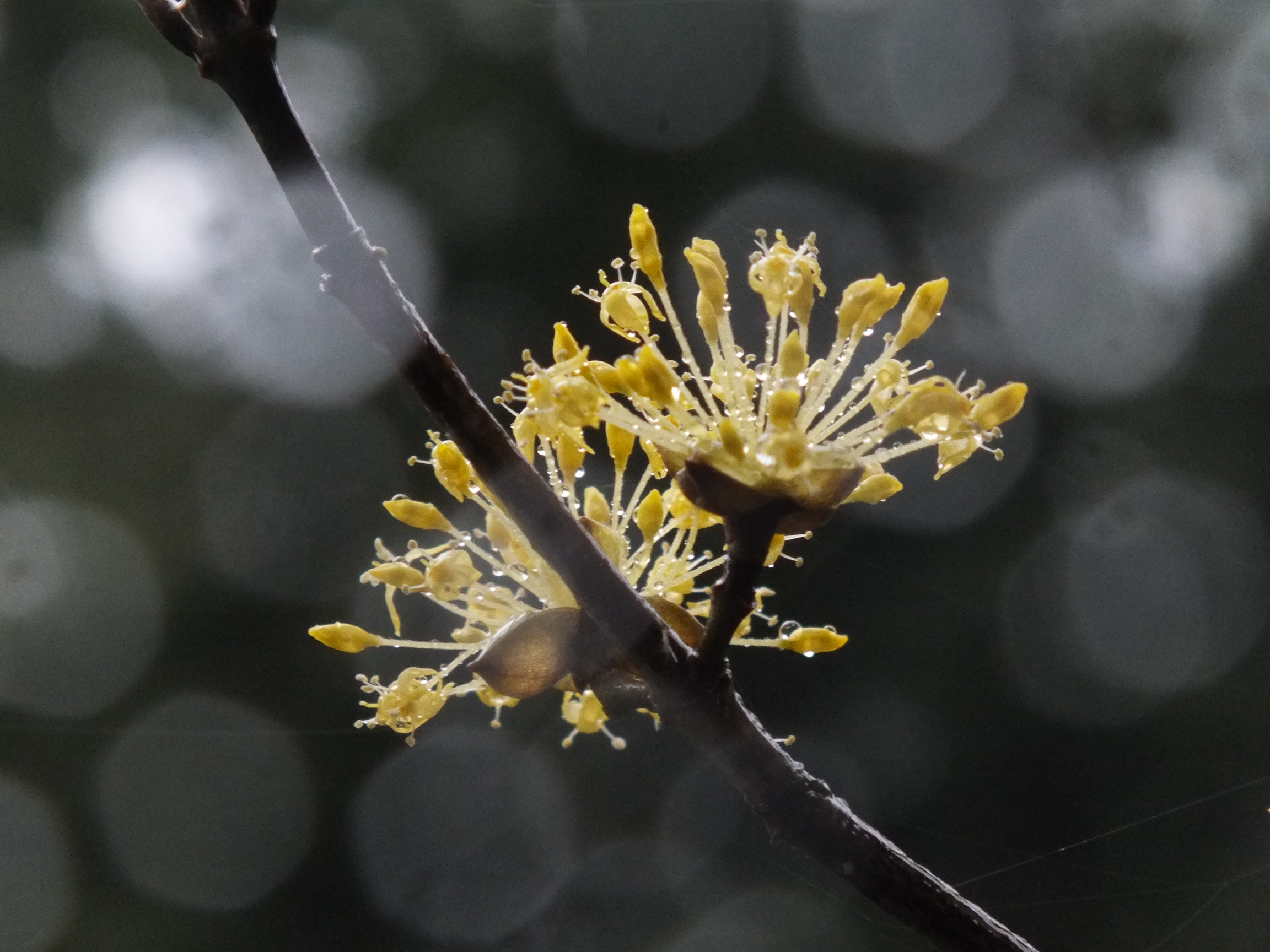
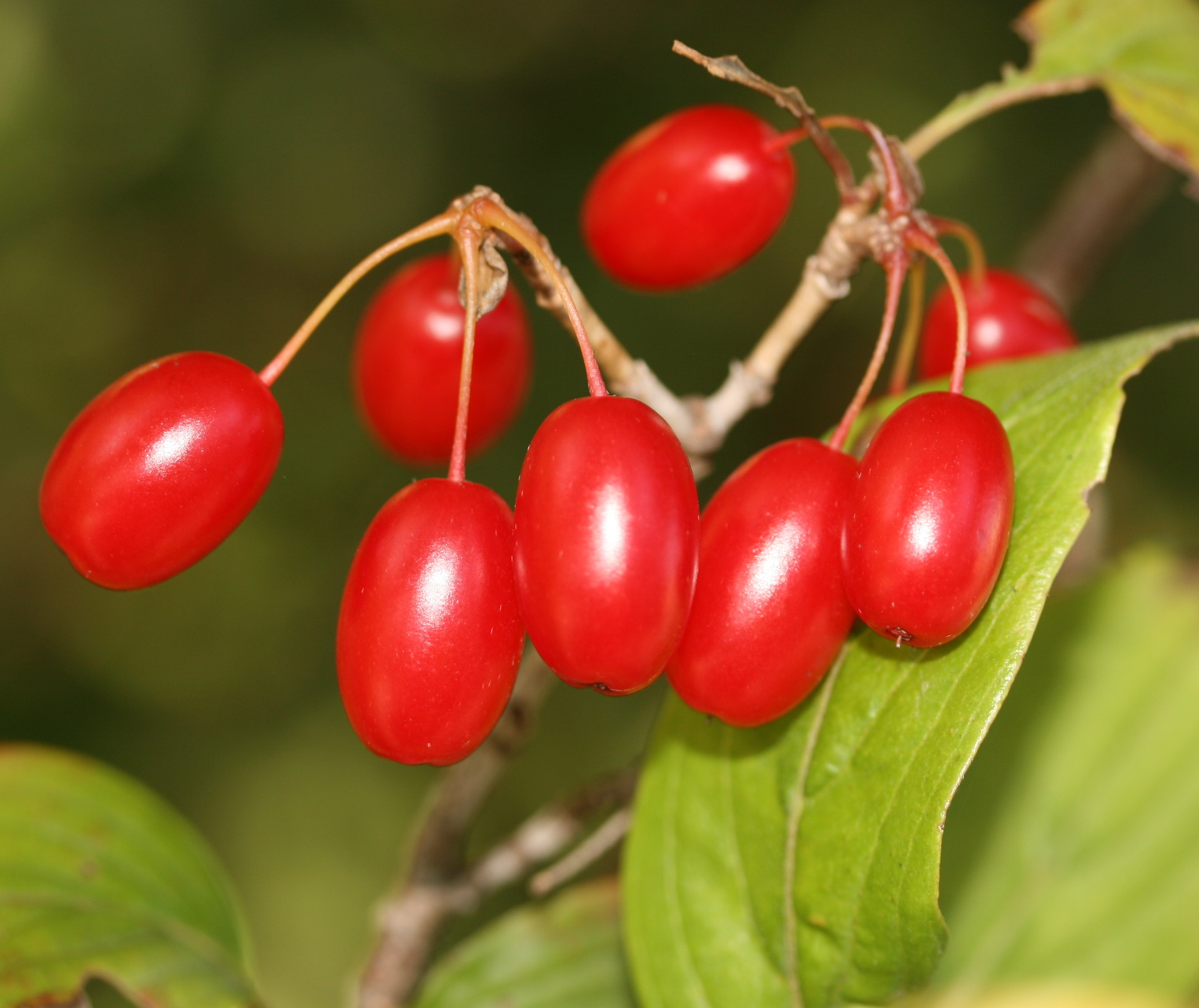
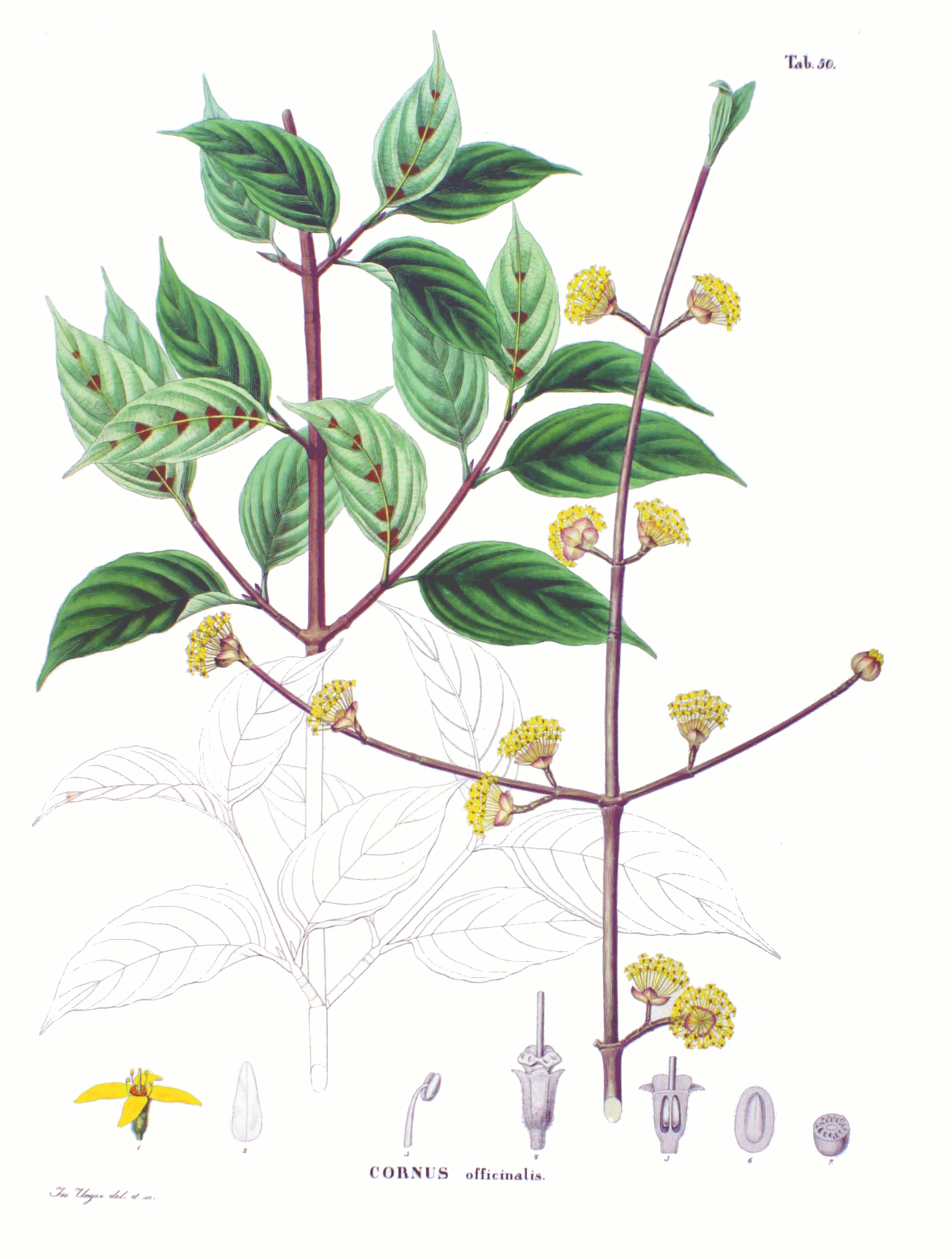